# Ewing (Nebraska)
Ewing és una població dels Estats Units a l'estat de Nebraska. Segons el cens del 2000 tenia 433 habitants.

## Demografia
Segons el cens del 2000, Ewing tenia 433 habitants, 192 habitatges, i 115 famílies. La densitat de població era de 407,8 habitants per km².
Dels 192 habitatges en un 29,2% hi vivien nens de menys de 18 anys, en un 45,3% hi vivien parelles casades, en un 11,5% dones solteres, i en un 39,6% no eren unitats familiars. En el 37,5% dels habitatges hi vivien persones soles el 22,9% de les quals corresponia a persones de 65 anys o més que vivien soles. El nombre mitjà de persones vivint en cada habitatge era de 2,26 i el nombre mitjà de persones que vivien en cada família era de 3,03.
Per edats la població es repartia de la següent manera: un 27% tenia menys de 18 anys, un 6,2% entre 18 i 24, un 24,5% entre 25 i 44, un 22,9% de 45 a 60 i un 19,4% 65 anys o més.
L'edat mediana era de 40 anys. Per cada 100 dones de 18 o més anys hi havia 91,5 homes.
La renda mediana per habitatge era de 24.375 $ i la renda mediana per família de 35.000 $. Els homes tenien una renda mediana de 23.571 $ mentre que les dones 13.125 $. La renda per capita de la població era de 13.605 $. Aproximadament el 9,8% de les famílies i el 13,9% de la població estaven per davall del llindar de pobresa.

## Poblacions més properes
El següent diagrama mostra les poblacions més properes.